# Cratere Zongo
Zongo  è un cratere sulla superficie di Marte.